# Domesnäs
Domesnäs (lettiska Kolkasrags, liviska Kūolka nanā, tyska Domesnes) ligger på Kurlands nordligaste udde i Lettland.
Domesnäs var ett viktigt landmärke på den stora skandinaviska farleden österut till Ryssland via floden Düna (lettiska Daugava). Udden nämndes i skrift redan i år 1000. Mervallastenen berättar om en vikingaresa till Semgallen, runt Domesnäs.
I forna tider hölls här stora härdar för att varna sjöfarare. Sedan 1875 finns det en fyr norr om udden på en konstgjord ö, sedan 1885 i ett 21 meter högt torn av metall. 
Platsen är av särskilt intresse för ornitologer eftersom den är en samlingspunkt för flyttfåglar: i april flyger upp till 50 000 fåglar förbi dagligen.  Udden och byn Kolka ligger i nationalparken Slītere och är ett populärt resmål för turister.
Norr om Domesnäs och söder om udden Svorbe på den estländska ön Ösel ligger Svorbesundet. Domesnäs och Svorbe utgör Rigabuktens västliga gräns.

## Bilder

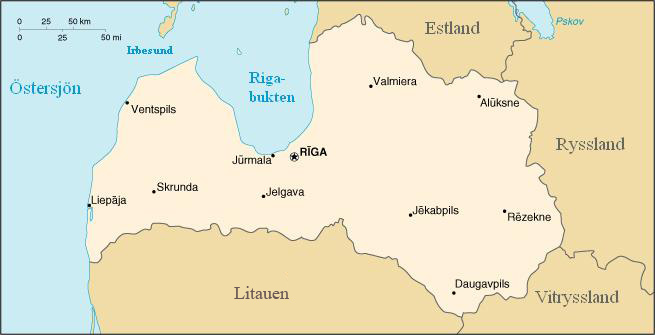
Karta över Lettland. Kolka / Domesnäs ligger på udden nordväst om Rigabukten.
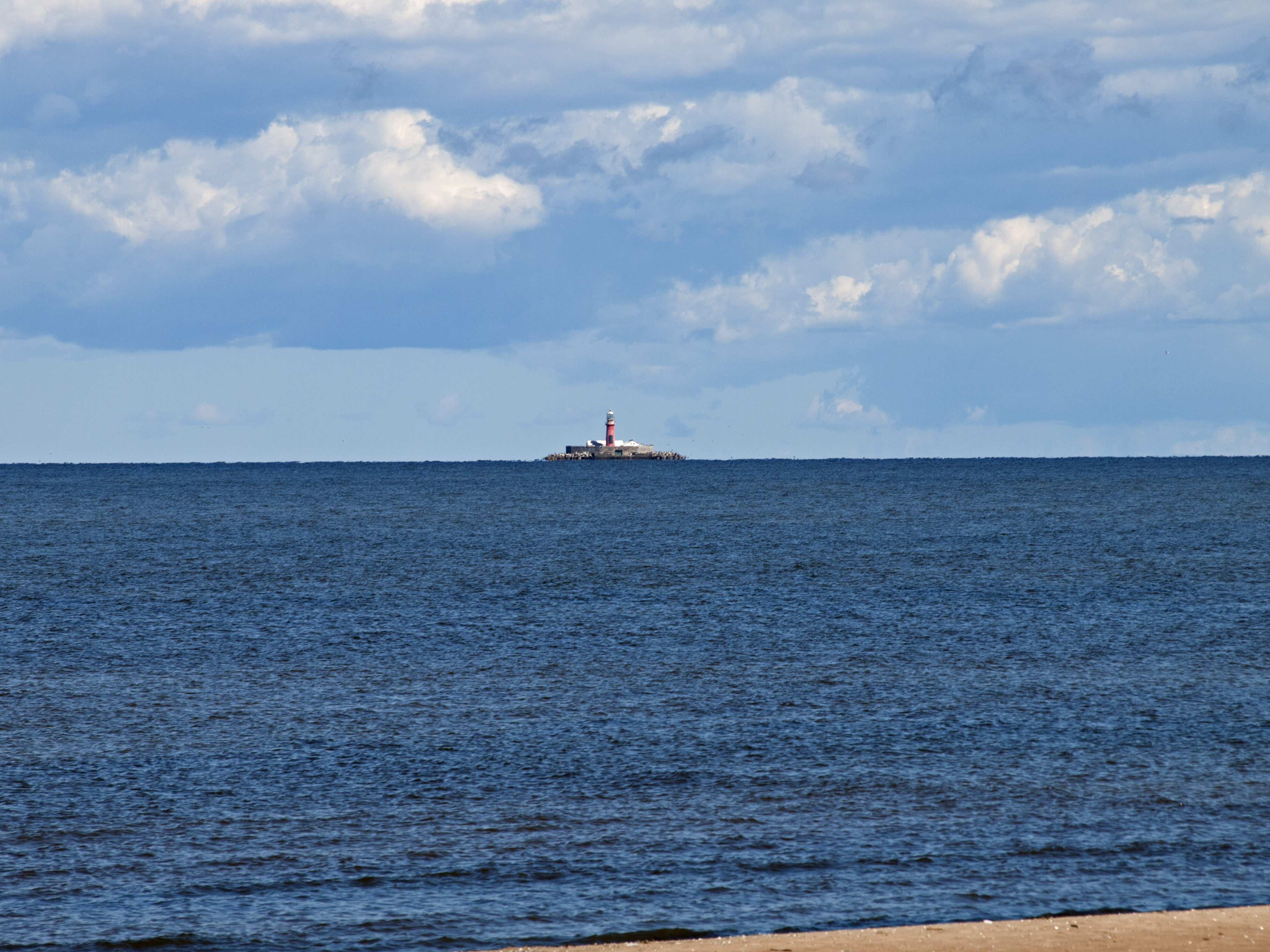
Fyren fem kilometer norr om udden.
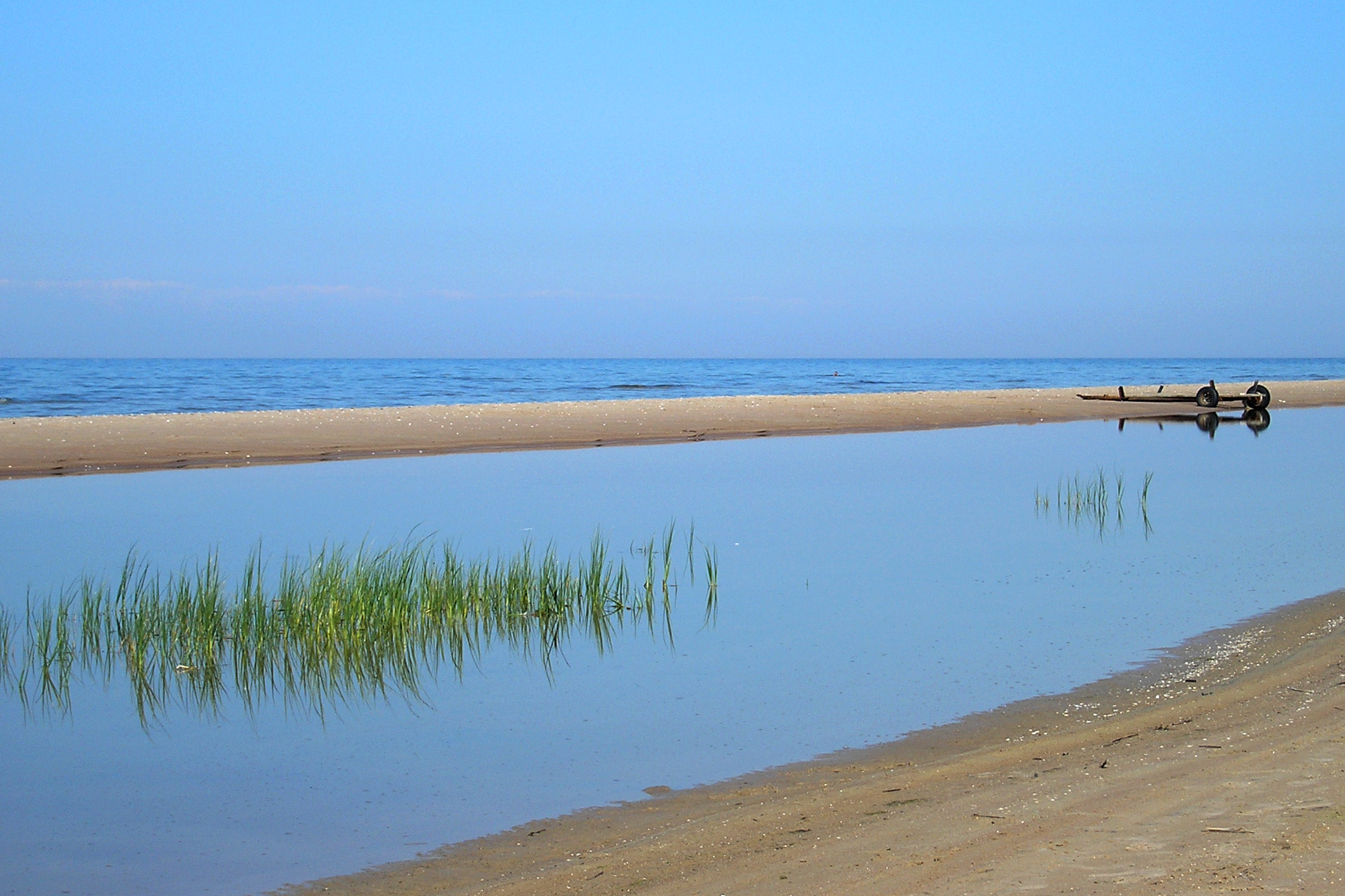
Vid Domesnäs.
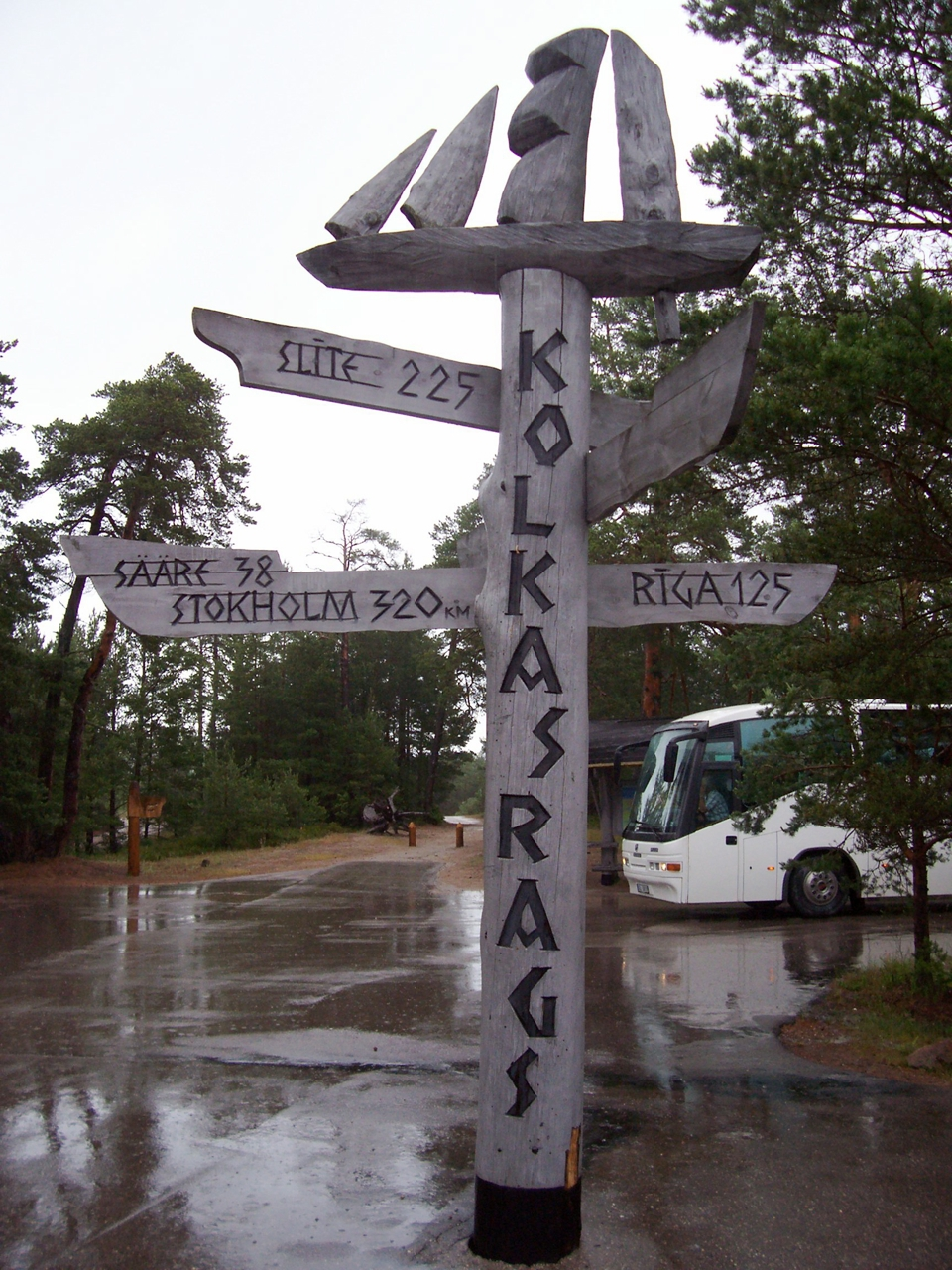
Kolka-skylt.